# 黎明STAGE ON 8演唱會
黎明STAGE ON 8演唱會（英語：Leon Lai Stage On 8 Concert）是香港歌手黎明的個人演唱會，也是新濠風尚主辦的「新濠專屬系列演唱會」之一，由百仕活娛樂事業有限公司製作，於2023年至2025年間，連續3年在澳門新濠影滙綜藝館舉行，合共演出34場。

## 背景
《黎明STAGE ON 8演唱會》是黎明自2016年後，相隔7年再度於新濠影滙綜藝館舉行的個人演唱會。黎明於2016年在上址舉行《黎明Leon Random Love Songs Live in Studio City》，其後計於2020年1月31日至2月1日在同一地點舉行《黎明 Leon Lai Metro Live 2.0》澳門站巡迴演唱會，但演唱會由於2019冠狀病毒病疫情而延期至另行通知，及至2021年6月8日，新濠博亞娛樂宣佈推出亞洲首個巨星專屬演出系列，分別與香港歌手容祖兒、黎明及郭富城合作，舉行合共90場個人演出。「新濠專屬系列演唱會」原定於2021年下半年至2024年間舉行，其後因疫情關係延期至2023年起舉行。

## 製作

### 命名概念

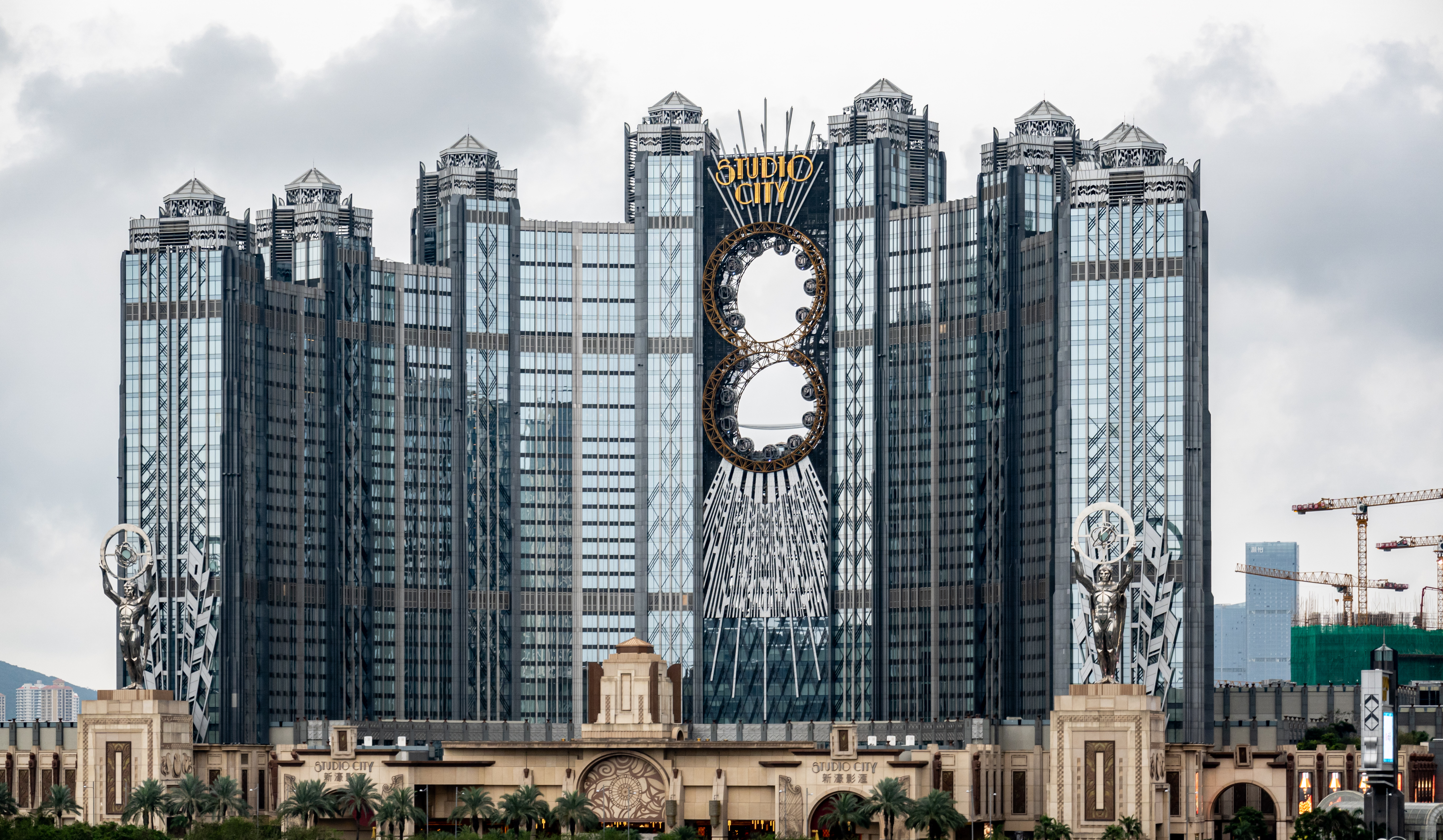
8字形摩天輪「影滙之星」

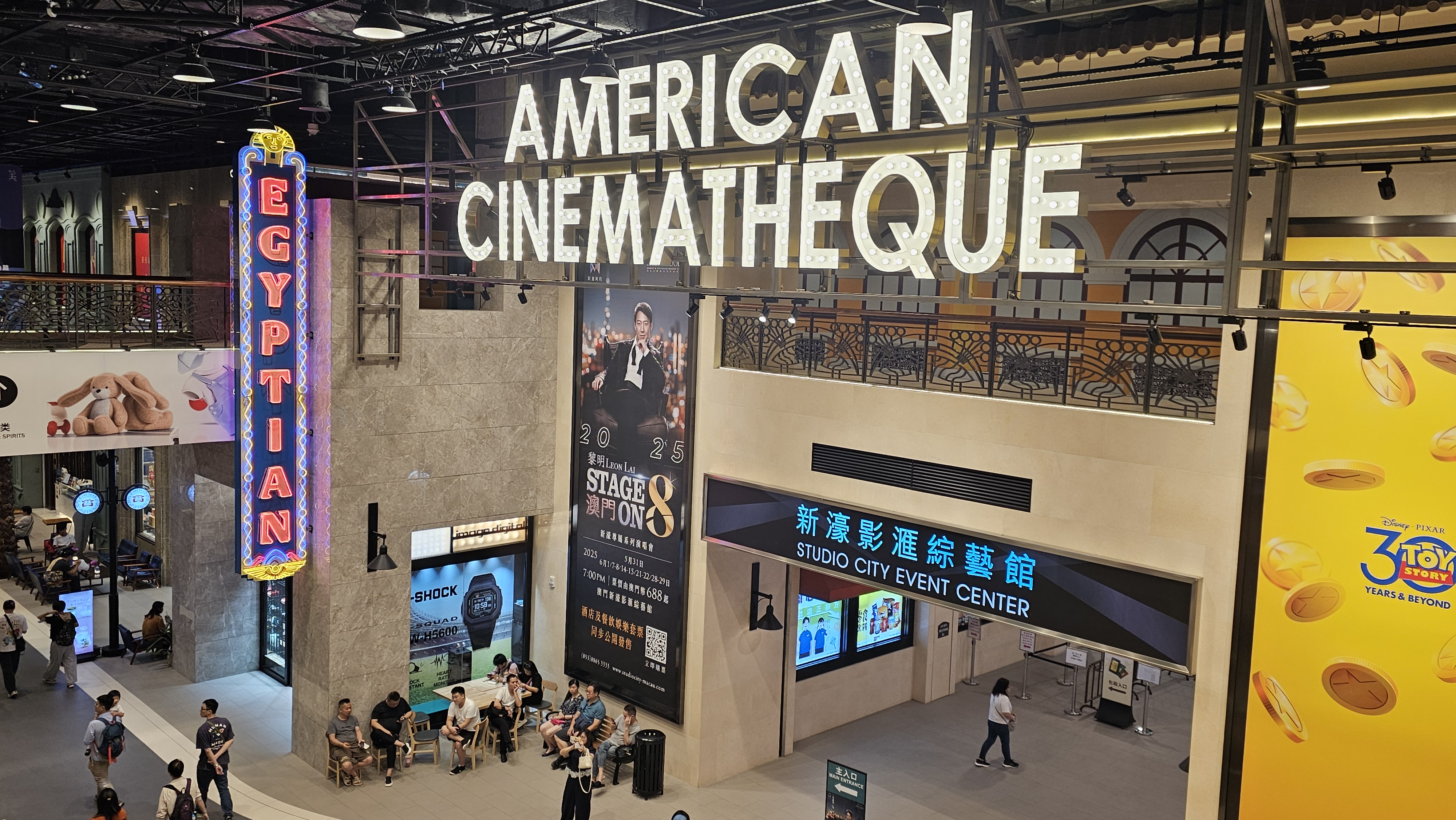
新濠影滙綜藝館入口

《黎明STAGE ON 8演唱會》的名字源自於新濠影滙的8字形摩天輪「影滙之星」，演出內容總結了黎明過去的演出經驗編排而成，除了貫徹他的演出風格外，主辦單位亦會為他編排新的演出內容，並揉合先進的技術，為亞洲樂迷帶來嶄新的舞台概念及表演。黎明寄望「8」字的兩個環能夠為觀眾帶來幸運，把他和觀眾的音樂世界環環緊扣在一起，並將駐唱演出文化帶到亞洲，同時推廣藝術交流，以配合澳門政府推動多元發展，鞏固澳門作為世界旅遊休閒中心的地位。

### 場次及售票
歷時三年的《黎明STAGE ON 8演唱會》以每年一季的形式舉行，第一季演唱會於2023年5月1日至6月18日期間舉行，共14場；第二季演唱會於2024年5月1日至6月16日期間舉行，共10場；第三季演唱會於2025年5月31日至6月29日期間舉行，共10場。演唱會門票分別於2023年3月24日；2024年3月21日；2025年3月13日的中午12時起在新濠影滙的官方網站公開發售，新濠風尚微信會員可於指定日期內以以折扣價優先訂票。此外，新濠影滙及鄰近的酒店亦提供演唱會門票連酒店住宿服務讓觀眾選購，例如：「一夜傾情」演唱會暢飲套票、「最美時光」演唱會尊尚住宿等，所有門票均設劃位，每個座位均提供一支白色應援棒。以下是演唱會劃分的門票區域、票價及演出場次：
| 演出年份 | 場次及演出日期 | 票價 | 座位分佈參考圖 |
| -------- | --- | --- | -------------- |
| 2023年   | 場次1：2023年5月1日（星期一） 場次2：2023年5月2日（星期二） 場次3：2023年5月6日（星期六） 場次4：2023年5月7日（星期日） 場次5：2023年5月20日（星期六） 場次6：2023年5月21日（星期日） 場次7：2023年5月27日（星期六） 場次8：2023年5月28日（星期日） 場次9：2023年6月3日（星期六） 場次10：2023年6月4日（星期日） 場次11：2023年6月10日（星期六） 場次12：2023年6月11日（星期日） 場次13：2023年6月17日（星期六） 場次14：2023年6月18日（星期日） | 以澳門幣計算： 24人包廂連餐飲套票：98,000元 12人包廂連餐飲套票：68,000元 VVIP區：6,000元 VIP區：5,000元 A區：3,000元 B區：2,000元 C區：1,388元 D區：988元（設有視線受阻區） E區：688元（設有視線受阻區）      |                |
| 2024年   | 場次1：2024年5月1日（星期三） 場次2：2024年5月4日（星期六） 場次3：2024年5月11日（星期六） 場次4：2024年5月12日（星期日） 場次5：2024年5月18日（星期六） 場次6：2024年5月19日（星期日） 場次7：2024年6月1日（星期六） 場次8：2024年6月2日（星期日） 場次9：2024年6月15日（星期六） 場次10：2024年6月16日（星期日） | 以澳門幣計算： 24人包廂連餐飲套票：70,000元 12人包廂連餐飲套票：45,000元 Ultra Premium 至尊區：6,000元 Premium 尊尚區：5,000元 VVIP區：2,800元 VIP區：2,300元 A區：1,688元 B區：1,288元 C區：988元 D區：688元 |                |
| 2025年   | 場次1：2025年5月31日（星期六） 場次2：2025年6月1日（星期日） 場次3：2025年6月7日（星期六） 場次4：2025年6月8日（星期日） 場次5：2025年6月14日（星期六） 場次6：2025年6月15日（星期日） 場次7：2025年6月21日（星期六） 場次8：2025年6月22日（星期日） 場次9：2025年6月28日（星期六） 場次10：2025年6月29日（星期日） | 以澳門幣計算： 24人包廂連餐飲套票：48,000元 12人包廂連餐飲套票：27,000元 VVIP區：2,988元 VIP區：2,388元 A區：1,688元 B區：1,288元 C區：988元 D區：688元                                                       |                |

### 演出內容
《黎明STAGE ON 8演唱會》每場限定演唱19首歌曲，包括粵語歌和國語歌，黎明表示以往因感到尷尬而甚少選唱〈人在黎明〉等歌名有其名字的歌曲，而自從在《Leon 黎明 Talk & Sing 2021紅館演唱會》唱過這首歌後，他已經克服了這個心理障礙。黎明在2023年的演出以國語版〈今夜妳會不會來〉作為序幕；以〈我的親愛〉作結，而2024年的演出則以〈如果這是情〉作為序幕，在唱到電影《大城小事》的主題曲《兩個人的煙火》時，舞台上的螢光幕播放他與王菲在電影中的溫馨片段，其後在唱快歌〈Sugar In The Marmalade〉時跟隨音樂與舞蹈員一起跳舞，各個場次的舞蹈動作略有不同，如隨音樂聲配上模仿拉小提琴的動作、原地跳躍等，最後以〈我的親愛〉和〈人生遊戲〉作結，表達對歌迷的愛意和鼓勵。黎明以溫文儒雅的造型演出，演出時穿著的服裝包括西裝、襯衣、長袖外套、西褲等，並以廣東話和國語跟觀眾互動，演出時間約九十分鐘，不設Encore環節。以下是演唱會的歌曲編排：
| 演出年份 | 演唱歌曲 | 服裝造型 | 舞台效果（摘錄） |
| -------- | --- | -------- | ---------------- |
| 2023年   | 固定歌曲： 今夜妳會不會來（國語版） 對不起，我愛你 送你一瓣的雪花 人在邊緣 深秋的黎明 火舞艷陽 聽身體唱歌 兩個人的煙火 我這樣愛你 超平凡人的主題曲 那有一天不想你 夏日傾情 願你今夜別離去 Sugar In The Marmalade 我的親愛 替換歌曲： 如果這是情（場次3至場次14） 情深說話未曾講（場次3至場次14） 沒名字的歌，無名字的你（場次1至場次2、場次4至場次14） 人在黎明（場次3至場次14） 我可以忘記你（場次1至場次2） 愛比我重要（場次1至場次3） 一生幸福（場次1至場次2） |          |                  |
| 2024年   | 1.如果這是情 2.人在邊緣 3.沒名字的歌 無名字的你 4.藍色街燈 5.全日愛 6.對不起 我愛你 7.情難自控 8.今夜妳會不會來（國語版） 9.深秋的黎明 10.火舞艷陽 11.聽身體唱歌 12.兩個人的煙火 13.我這樣愛你 14.那有一天不想你 15.夏日傾情 16.願你今夜別離去 17.Sugar In the Marmalade 18.我的親愛 19.人生遊戲 |          |                  |
| 2025年   | 1.一夜傾情 2.夏日傾情 3.願你今夜別離去 4.藍色街燈 5.全日愛 7.沒名字的歌 無名字的你 8.愛情影畫戲 9.情難自控 10.深秋的黎明 11.火舞艷陽 12.聽身體唱歌 13.今夜妳會不會來（國語版） 14.對不起 我愛你 15.心在跳 16.那有一天不想你 17.兩心知 18.Sugar In the Marmalade 19.我的親愛（選段：對你的愛永遠多一點、夏日傾情） |          |                  |

### 製作團隊

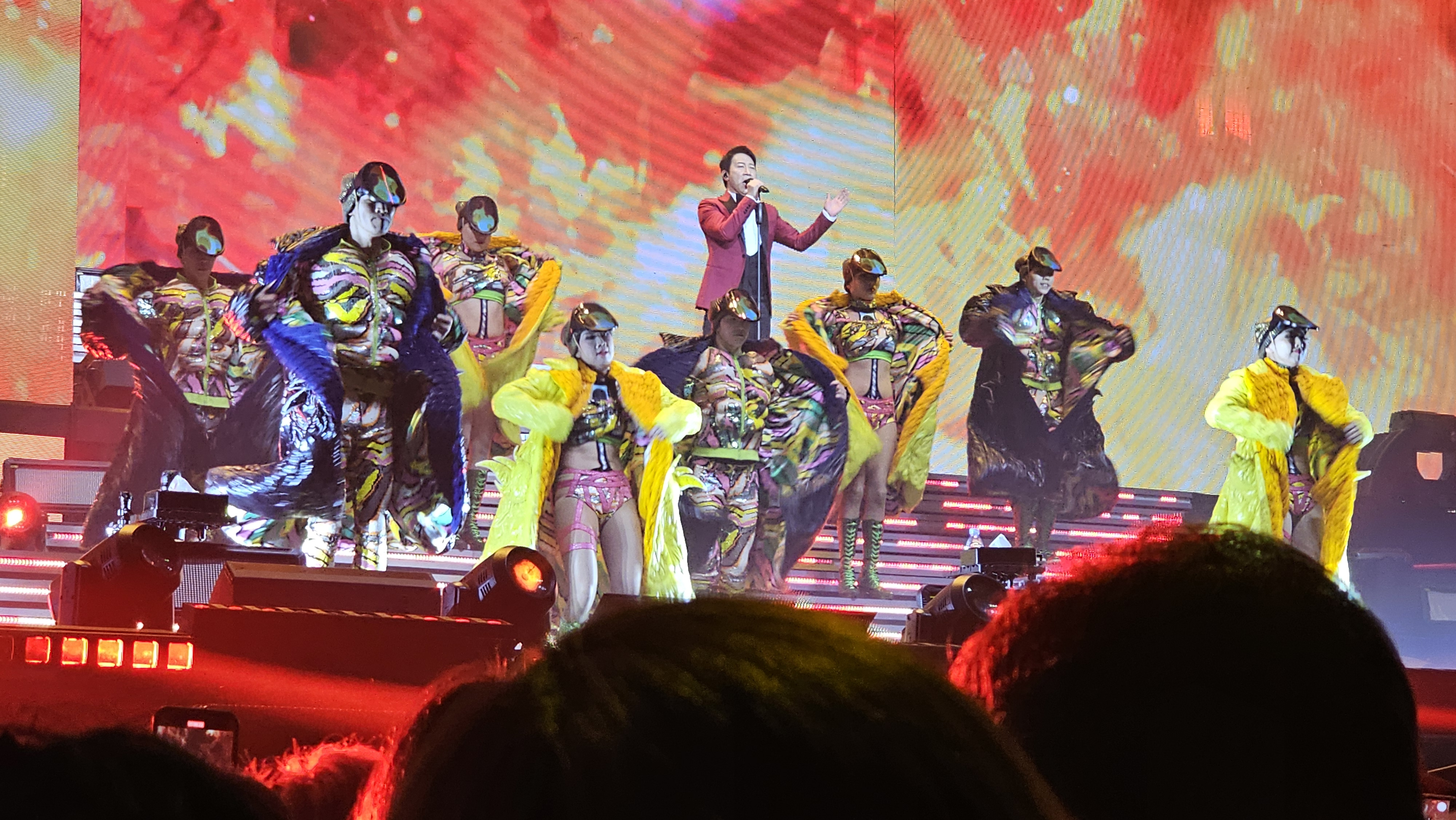
黎明與8名舞蹈員

以下是2023年至2025年《黎明STAGE ON 8演唱會》的製作及演出人員名單：
- 音響及燈光工程：興明亞洲工程有限公司
- 舞台工程：藝科制作有限公司
- 燈光設計：許樂民、陳宏達（2024年及2025年）
- 音響設計：周錫亮
- 音響監聽：管達康
- 工程統籌：周偉玉、袁志文（2023年）
- 舞台設計：周炳坤
- 機械器材提供：Classic Production Company（2024年及2025年）
- 大屏幕器材提供：廣州映華舞台設備有限公司
- 錄像器材提供：HDV Productions Limited
- 特別效果：廣州市光頭華創藝舞台設備租賃有限公司
- 雷射效果：美佳激光
- 視覺設計：熊沛權、Tong Pang、Gary Chan（2024年）、Xiong Pei Zhi（2025年）
- 動畫製作：（2023年及2024年）The Sumerian Studio、衝製有限公司；（2025年）童里夢、Alan Kwok、豆丁@Soing Vision Studio、Sally Tsoi
- 服裝設計：姚志康
- 藝人髮型：Sev Tsang
- 藝人化妝：Gary
- 舞蹈員髮型：hc hair culture group
- 舞蹈員化妝：非常作GFC MAKEUP TEAM
- 舞蹈員服裝設計：姚詠珊
- 音樂總監：何秉舜
- 音樂編程：黃維一
- 音樂製作：何秉舜、葉澍暉、Goro Wong、Viki Chan
- 舞蹈總監：麥秋成
- 舞蹈員：（固定成員）Keung Tsun Yin、Christy Ng、Wilson.W、2Ling、Naomi Louie、Yoyo Chan、黑仔；（替換成員）Hokei Tsang（2023年）、Jonathan（2024年）、Kaho（2025年）
- 舞台監督：（2024年）阿升；（2024年及2025年）恆仔、吉吉、晞仔
- 副導演：小晞、伊琳
- 導演：Kelvin Law
- 監製：Bryant Chau
- 主辦機構：新濠風尚、新濠天地、新濠影滙、新濠鋒
- 經理人公司及製作：百仕活娛樂事業有限公司

## 觀眾迴響

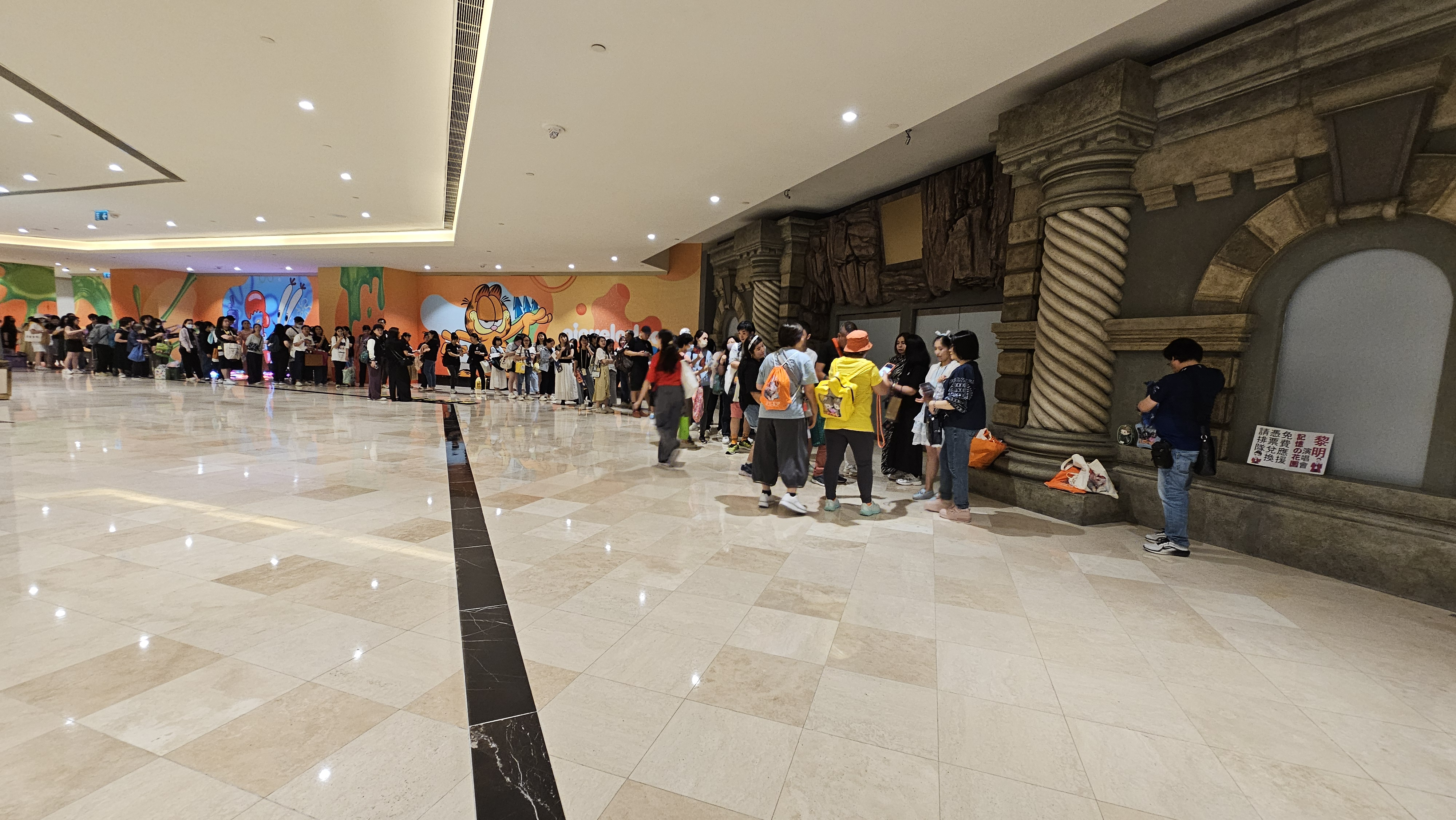
觀眾自發在場館附近舉行派發應援物活動

演唱會於2023年5月1日開始演出，有觀眾於開場前在會場外與演唱會海報合照，受訪觀眾表示期待在演唱會聽到〈今夜妳會不會來〉、〈我來自北京〉等歌曲。傳媒指全場幾乎座無虛席，現場觀眾揮動螢光棒營造星海效果，而且表現熱情，除了亦積極回應黎明的互動提問外，亦不時在台下呼叫，當中有男觀眾以國語大聲喊出「我愛你，Leon！」，也有女觀眾以粵語喊道「Leon好靚仔」（「Leon很英俊」），獲不少觀眾高聲附和。黎明演繹多首耳熟能詳的金曲，喚起觀眾的集體回憶，觀眾不停揮動燈棒，氣氛熱烈，觀眾在黎明演唱歌曲〈夏日傾情〉時一起大合唱，表現投入，使黎明有感而發表示將來要轉世為觀眾。每場演唱會結束後，均有觀眾跑到停車場守候黎明，部份觀眾向黎明送上玩偶等禮物，亦有觀眾在網路上分享拍攝到的照片和片段。演唱會結束後，有觀眾在到停車場等待黎明，黎明表現友善，乘專車離開時拉下車窗向觀眾揮手打招呼，並收下觀眾送給他的玩偶等禮物，期間更要求工作人員為他撿起歌迷不慎掉在地上的玩偶鞋子，獲網民稱讚他對歌迷很貼心，不會將心意當作垃圾看待，有在場觀眾於網上留言稱讚黎明善良、沒有架子。

## 評論摘要

### 演出表現
黎明表示喜歡新濠影滙綜藝館的舞台設計，讓他與來自亞洲各地的觀眾近距離互動接觸，感受到觀眾對他的熱情和喜愛，成為他在本年度演出的動力，他表示每次策劃演唱會時，都希望作出新的嘗試或突破，這份不斷精進娛樂體驗的堅持，與新濠影滙的製作理念不謀而合，並表示很高興再度於新濠影滙綜藝館舉行演唱會。傳媒指黎明在2023年的首場演唱至歌曲〈深秋的黎明〉時，因音響問題而斷音，但他仍處變不驚繼續演唱，未有受到影響，而他在演唱快歌時貫徹其以往的演繹方式，甚有個人特色。黎明偶爾在唱快歌時輕鬆起舞，令全場觀眾起哄歡呼，帶動全場氣氛沸騰，並不時與觀眾聊天交流，祝福觀眾節日快樂及生活美滿，其後於快歌環節跟隨音樂與舞蹈員急步跳幾下，並模仿拉小提琴的動作，給人跳脫的感覺。黎明雖然沒有太大的舞蹈動作，但成功帶動現場氣氛，他在演唱電影《大城小事》主題曲〈兩個人的煙火〉時，台上的屏幕展示出黎明與王菲的親密照片，勾起了現場觀眾的回憶。評論認為黎明在演唱會中雖然只有2套服裝造型，但他獨特的舞台風格及口才，能令現場氣氛推至高峰，實現了他預告要讓觀眾玩得開心的承諾，此演唱會吸引了大批來自中國、香港及海外的觀眾到場支持，可見黎明入行多年，依然魅力不減。

### 處理語言爭議
黎明在《黎明STAGE ON 8演唱會2024》演出期間以廣東話說話，有觀眾大叫「講國語」，他隨即回應「好」，並切換成國語模式繼續說話，而當時也有觀眾希望黎明說廣東話，黎明以溫柔的語氣作出解釋，他表示大灣區的觀眾比較常有機會見到他，不過也有些觀眾是從其他較遙遠的地區來捧場，希望觀眾可以體諒，後來黎明採用「雙聲道溝通」的方式，說完廣東話再說國語，盡力滿足不同地區的觀眾需求，其處事方式獲得大眾讚賞。黎明在2025年演出期間表示「反正我不說雙語了，因為很多我們香港的朋友，過來澳門都會聽得懂普通話，沒問題。」，有觀眾表示聽不懂，黎明即時邊做手勢邊說：「Download個App呀，依家有翻譯機，你哋最先進㗎嘛，唔好落後呀！」（「下載應用程式，現在有翻譯機，你們最先進的，不要落後」），之後以普通話表示：「香港朋友很親切，沒所謂！」。網民留言指黎明在2023年的《黎明STAGE ON 8演唱會》說了很多廣東話，之後幾場被主辦方反映指他說太多廣東話，讓他感到無奈，有網民表示香港人懂得尊重和適應各方語言，是文明的表現，也有網民認為黎明實際上是諷刺一些整天說自己先進，卻聽不明白及不願學習廣東話的內地人。

### 經濟效益
評論指《黎明STAGE ON 8演唱會》吸引了兩岸三地、甚至韓國、泰國的歌迷專程到澳門觀看黎明的演出，演唱會門票加上住宿、吃喝等花費，替飯店帶來可觀收入，也為疫情後的澳門觀光業帶來除了博彩以外的另一股觀光活水。傳媒指自從澳門放寬疫情防控政策後，當地的綜合旅遊休閒企業隨即推出多項活動，透過「旅遊+」跨界融合發展模式，促進澳門經濟復甦，報導以2023年5月20日及5月21日為例，指黎明和韓國歌手在澳門分別舉行演唱會的帶動下，兩天單日訪澳旅客總人次約二十萬，與2022年同期相比上升二至三倍，會展業界則表示，2023年有不少演唱會在澳門舉行，認為有效吸引各地旅客到澳門遊覽和消費，拉動旅遊及周邊產業發展。摩根大通研究報告認為，澳門舉行包括《黎明STAGE ON 8演唱會》在內的一系列演唱會，連續吸引不少優質的博彩玩家到澳門，有助於提升博彩業的賭收。分析認為，澳門放寬疫情防控措施後，旅宿業者舉辦包括此演唱會在內的一系列演唱會，有助帶動當地的旅遊商機。

## 外部連結
- 新濠風尚呈獻：《新濠尊屬系列黎明Stage on 8演唱會》 樂壇天王黎明5月震撼來襲新濠影滙（页面存档备份，存于）新濠影滙. 2023-05-05
- 黎明5月傾情來襲 新濠限定驚喜連場精彩演出 新濠風尚呈獻：「新濠尊屬系列」黎明Stage on 8 演唱會2024 （页面存档备份，存于）新濠影滙. 2024-03-13
- 黎明Stage On 8演唱會2025（页面存档备份，存于）新濠影滙. 2025-03-29